# Lac operon

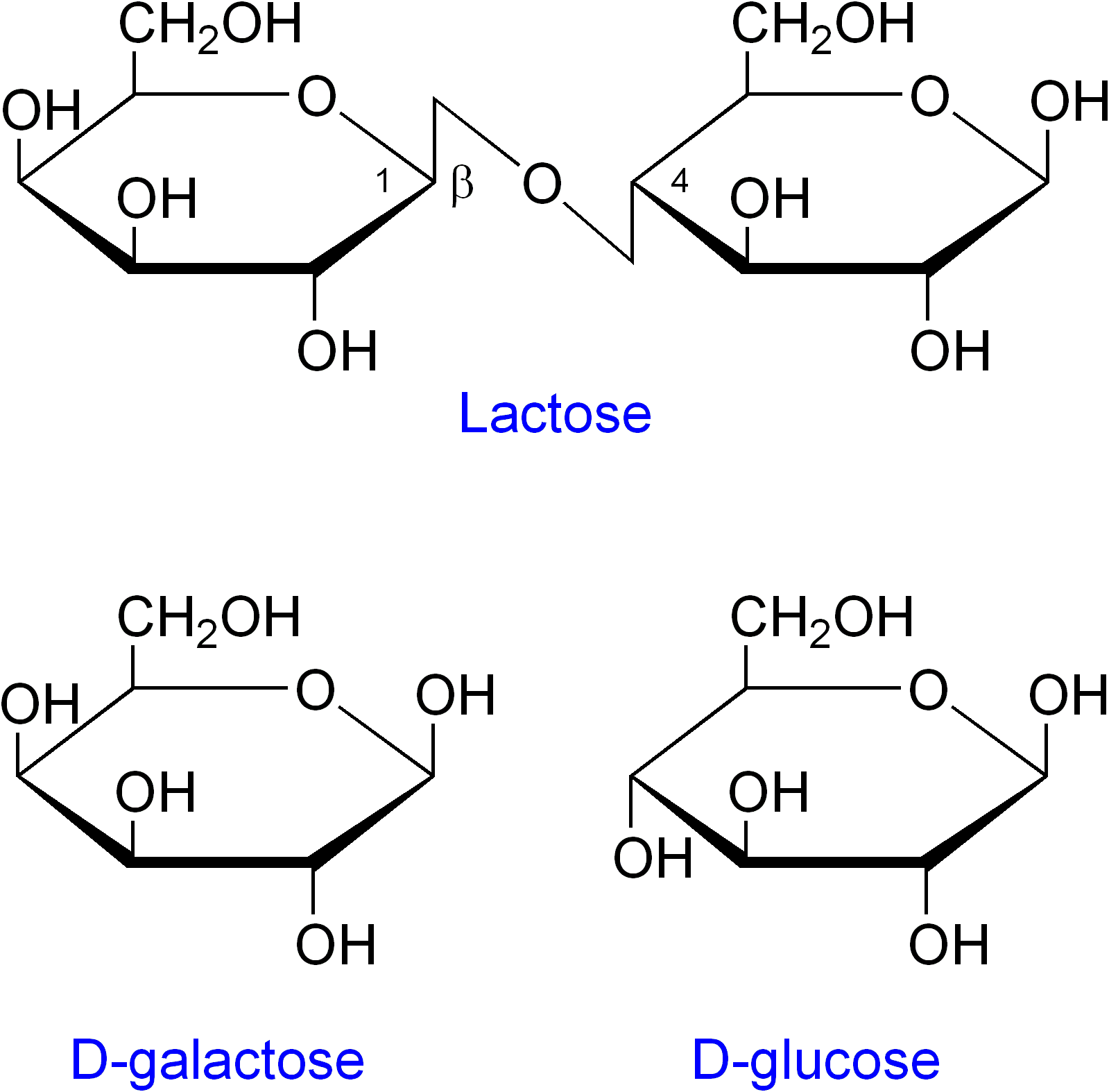
Laktóza a její dvě složky, klíčoví hráči v tématu lac operonu

Lac operon je operon známý především u bakterie Escherichia coli, který se skládá ze tří genů, které se účastní metabolismu laktózy. Tato metabolická cesta je poměrně komplikovaným způsobem regulována.
Lac operon byl prvním objeveným operonem a jeho objevitelé, François Jacob a Jacques Monod, obdrželi Nobelovu cenu za fyziologii a lékařství v roce 1965.

## Stavba

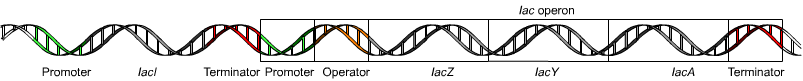
Celý lac operon a navíc gen LacI, jenž se účastní regulace

Lac operon obsahuje tři geny, každý kóduje jeden enzym:
- lac Z – enzym beta-galaktosidáza (rozklad laktózy na dílčí monosacharidy, glukózu a galaktózu)
- lac Y – enzym beta-galaktosid permeáza (transport laktózy přes membránu)
- lac A – enzym beta-galaktosid transacetyláza (přenos acetylové skupiny z acetylkoenzymu A na laktózu)

Všechny tyto geny jsou přepisovány jako jeden řetězec mRNA. Ten začíná promotorem (jenž funguje jako signál pro RNA polymerázu), následuje tzv. operátor (24 nukleotidů dlouhá sekvence, jenž se účastní regulace exprese tohoto operonu) a po tomto operátoru následují sekvence jednotlivých tří genů.

## Regulace
Enzym, který by rozkládal laktózu (tzv. enzym beta-galaktosidáza, konkrétně laktáza), se hodí jen tehdy, když je v okolním prostředí dostatek laktózy a zároveň je nedostatek glukózy. V opačném případě je pro bakterie nevýhodné vyrábět tento enzym a za těchto okolností je díky komplexnímu regulačnímu mechanismu utlumena transkripce (exprese, vlastně výroba) lac operonu. Oba efekty se doplňují a když zároveň je přítomna laktóza a chybí glukóza, je exprese nejsilnější.
Utlumení syntézy beta-galaktosidázy umožňuje tzv. lac represor, který se váže na operátor a znemožňuje tak transkripci lac operonu. Tento lac represor je produkt genu LacI. Za normálních okolností v podstatě inhibuje transkripci lac operonu a koncentrace beta-galaktosidázy a beta-galaktosid permeázy je velice nízká. Když se však v okolí objeví laktóza, i takto malé množství rozkladných enzymů stačí k tomu, aby se některé molekuly laktózy rozštěpily. Takto vzniklé produkty, glukóza a galaktóza, se spojí za vzniku allolaktózy a způsobí deaktivaci lac represoru. Ten změní svou konformaci a uvolní se z DNA.
Existuje však ještě jeden způsob regulace lac operonu. Když je v prostředí málo glukózy, enzym adenylátcykláza na povrchu buňky to zaregistruje a začne produkovat cAMP. Ten se naváže na tzv. katabolitem aktivovaný protein (CAP) a aktivuje ho. CAP změní svou konformaci a naváže se na DNA (a také na RNA polymerázu), čímž zvyšuje transkripci lac operonu. Když je tedy v prostředí hodně glukózy, transkripce lac operonu se sníží, protože to totiž také může znamenat, že je v buňce dostatečné množství rozkladných enzymů.